# Garde-Grosse
Garde-Grosse est une montagne culminant à 944 mètres d'altitude. Elle est située entre Nyons au nord et Châteauneuf-de-Bordette au sud, dans le département français de la Drôme.